# 차사본풀이
차사본풀이는 제주도에서 내려오는 신화로, 사람이 죽었을 때 하는 굿이다. 저승사자인 강림이 차사가 된 이야기를 풀어낸다.